# Paweł Poljański
Paweł Poljański (6 de mayo de 1990) es un ciclista polaco que fue profesional entre 2014 y 2020.

## Trayectoria
Participó en el Giro de Italia 2014. Fue nombrado en la lista de inicio de la Vuelta a España 2015. En junio de 2017, fue nombrado en la lista de inicio para el Tour de Francia 2017.
En diciembre de 2020 anunció su retirada a pesar de tener ofertas para seguir compitiendo.

## Palmarés
2011
- 1 etapa de la Carpathia Couriers Paths

## Resultados en Grandes Vueltas y Campeonatos del Mundo
Durante su carrera deportiva consiguió los siguientes puestos en las Grandes Vueltas y en los Campeonatos del Mundo en carretera:
| Carrera         | Carrera         | 2014 | 2015 | 2016 | 2017 | 2018 | 2019 | 2020 |
| --------------- | --------------- | ---- | ---- | ---- | ---- | ---- | ---- | ---- |
|                 | Giro de Italia  | 50.º | —    | 35.º | —    | —    | 89.º | 67.º |
|                 | Tour de Francia | —    | —    | —    | 80.º | 94.º | —    | —    |
|                 | Vuelta a España | —    | 35.º | —    | 67.º | —    | 57.º | —    |
| Mundial en Ruta | Mundial en Ruta | Ab.  | —    | —    | 82.º | —    | Ab.  | —    |

—: no participa

Ab.: abandono